# Aston Martin DB5
Aston Martin DB5 — автомобиль класса GT, выпускавшийся с 1963 по 1965 год английской компанией Aston Martin. Аббревиатура «DB» происходит от инициалов Дэвида Брауна, владельца компании в 1947—1972 годах. Модель известна как один из автомобилей Джеймса Бонда. Всего был выпущен 1021 экземпляр модели DB5.

## DB5

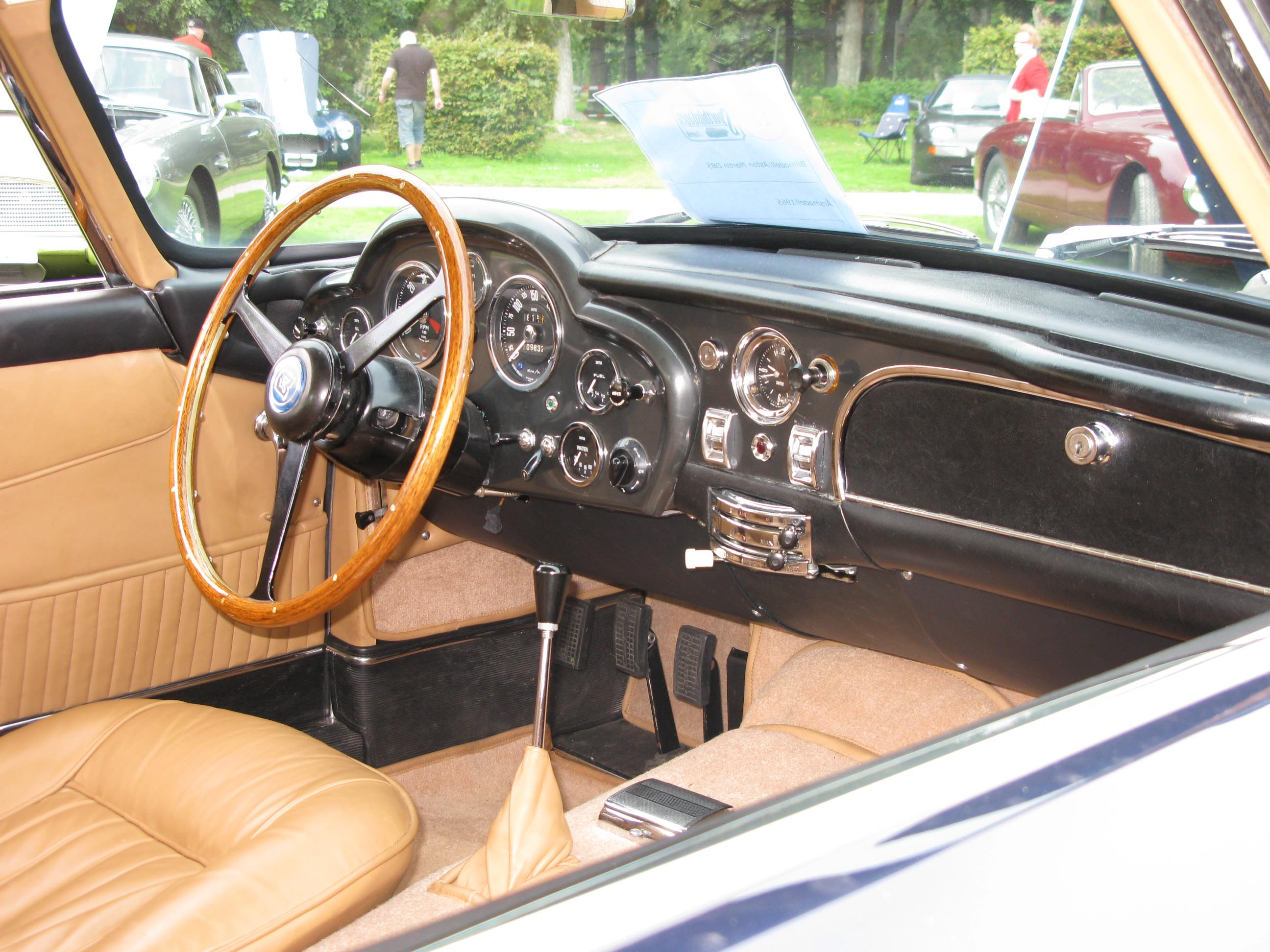

Часто называемый самым известным автомобилем Джеймса Бонда, заполненный всякими хитрыми штучками, серебристый DB5 из Голдфингера вызывал восторг у многих. Практически идентичный внешне модели DB4 последнего года выпуска, автомобиль был первой серийной моделью компании, на которую установили четырёхлитровую версию рядного шестицилиндрового двигателя с двумя верхними распредвалами. Ранее этот мотор был опробован на гоночном автомобиле DP215 и штучно выпускаемой модели Lagonda Rapide.
Рабочий объём двигателя возрос за счёт увеличения диаметра цилиндров, питался мотор от трёх карбюраторов, что позволило довести его мощность до 282 л.с. Другим важным улучшением было появление полностью синхронизированной пятиступенчатой механической коробки передач. Изменения в шасси́ включали в себя установку дисковых тормозных механизмов Girling спереди и сзади, двухкамерного усилителя тормозов и 15-дюймовых колёс.

## DB5 Vantage

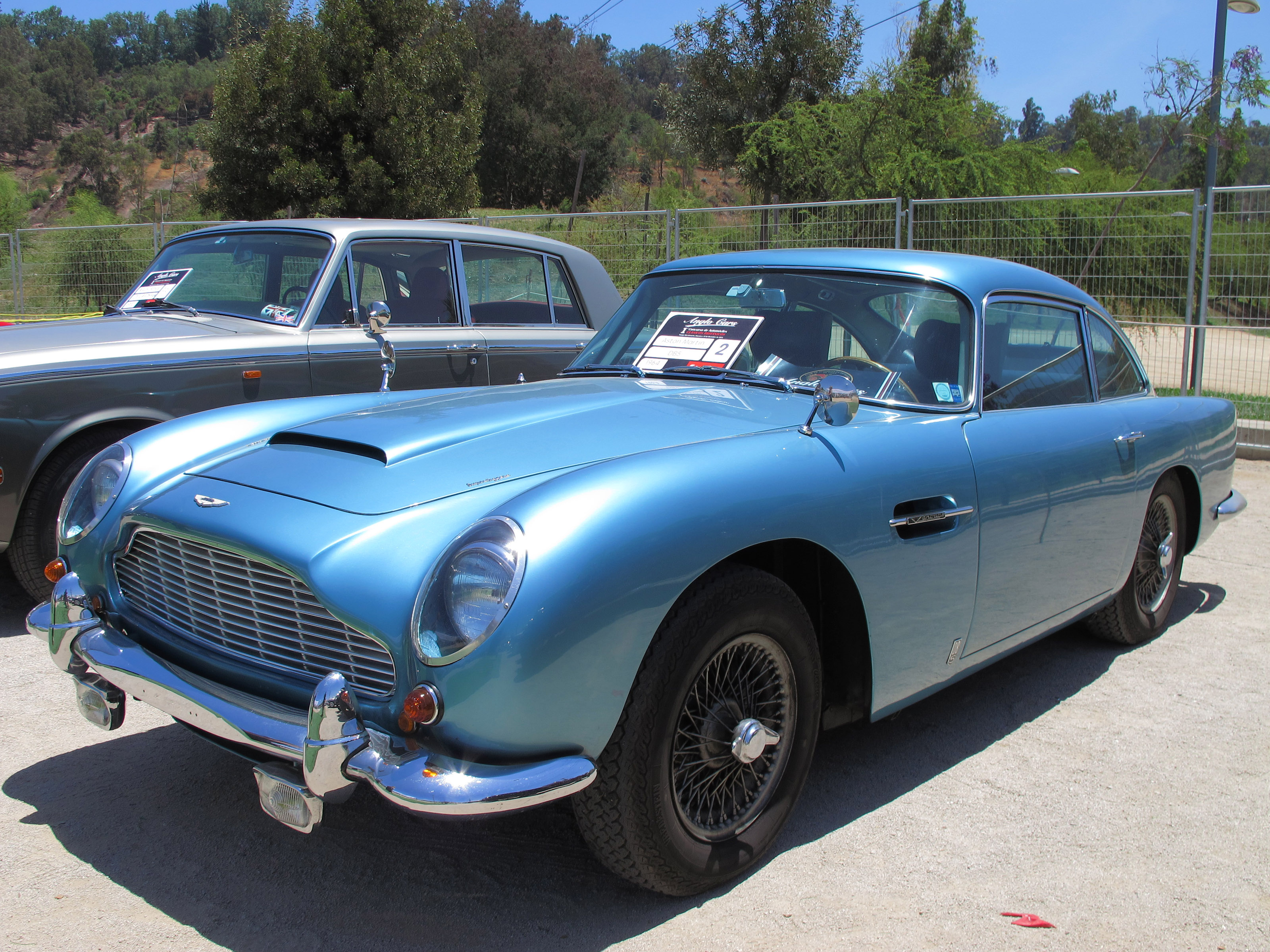

Более быстрая версия стандартной модели комплектовалась двигателем с увеличенной степенью сжатия, изменёнными распредвалами, оснащённого тремя новыми карбюраторами Weber. Всё это позволило довести его мощность до 325 л.с. и сократило до 6,5 секунд время разгона до 60 миль в час (96,6 км/ч). Всего было изготовлено 65 экземпляров этой модели.

## DB5 Convertible

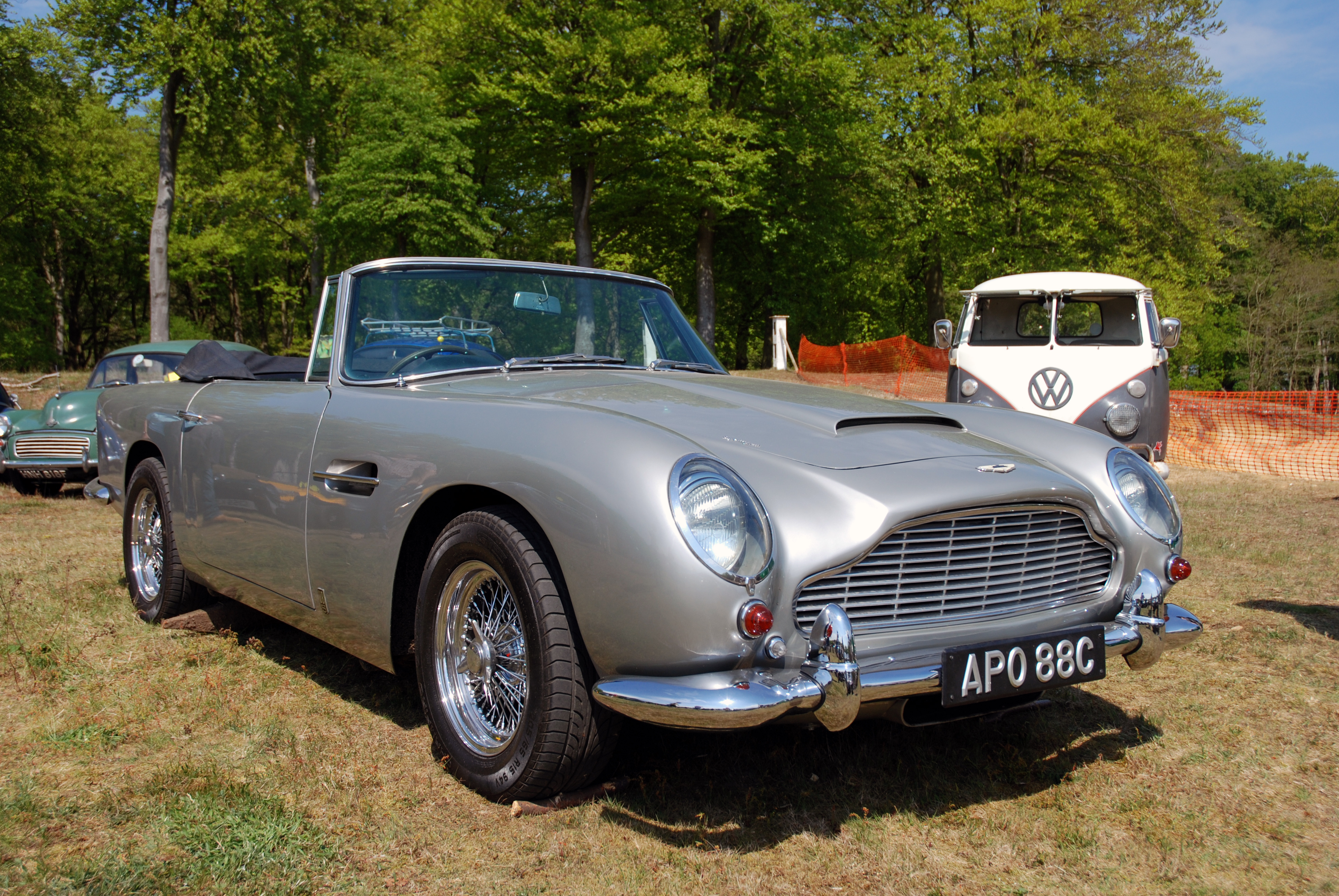

Из всех выпущенных открытых версий, изготовленные в 1965—1966 годах автомобили базировались на шасси́ модели DB5, но многие детали кузова были заимствованы от нового DB6. Для того, чтобы отличить от последовавших более крупных моделей, иногда их называют «Короткими» (Short-Chassis).
Эти кабриолеты назвали новым для компании именем Volante (рус. Летящий), которое в дальнейшем стали использовать для всех открытых автомобилей Aston Martin.
Всего было изготовлено 123 кабриолета. 

## DB5 Shooting Brake

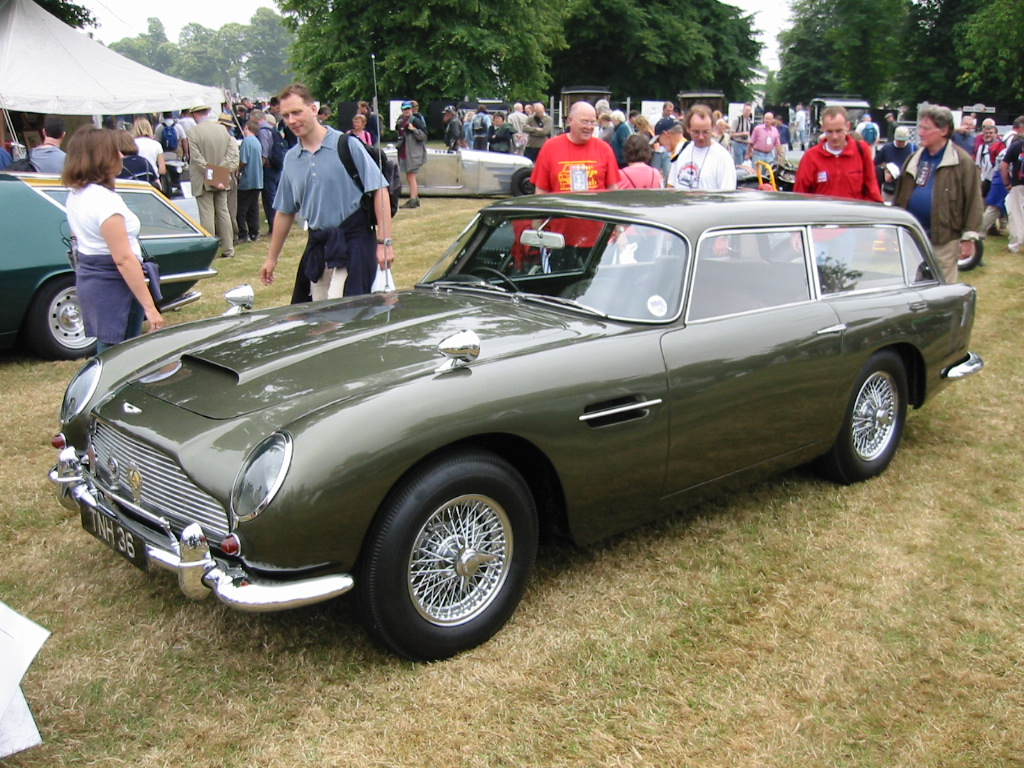

Владевший компанией в то время Дэвид Браун был заядлым спортсменом и очень расстроился, когда его клюшки для игры в поло не вошли в багажник служебного DB5. К тому же, его пёс царапал и грыз кожаные сиденья при перевозке. Говорят, что на один из технических советов Браун привёл свою собаку, объяснил проблему и предложил своим инженерам решить её.
Получившейся в результате автомобиль с кузовом универсал (Shooting-brake) оказался настолько красивым, что появились желающие его купить. Основное производство компании было занято изготовление модели DB5, и Браун обратился на кузовостроительную фирму Harold Radford. Чаще всего называемая сейчас как Radford Shooting Brakes версия DB5 была изготовлена всего в 12 экземплярах.

## Автомобиль Джеймса Бонда

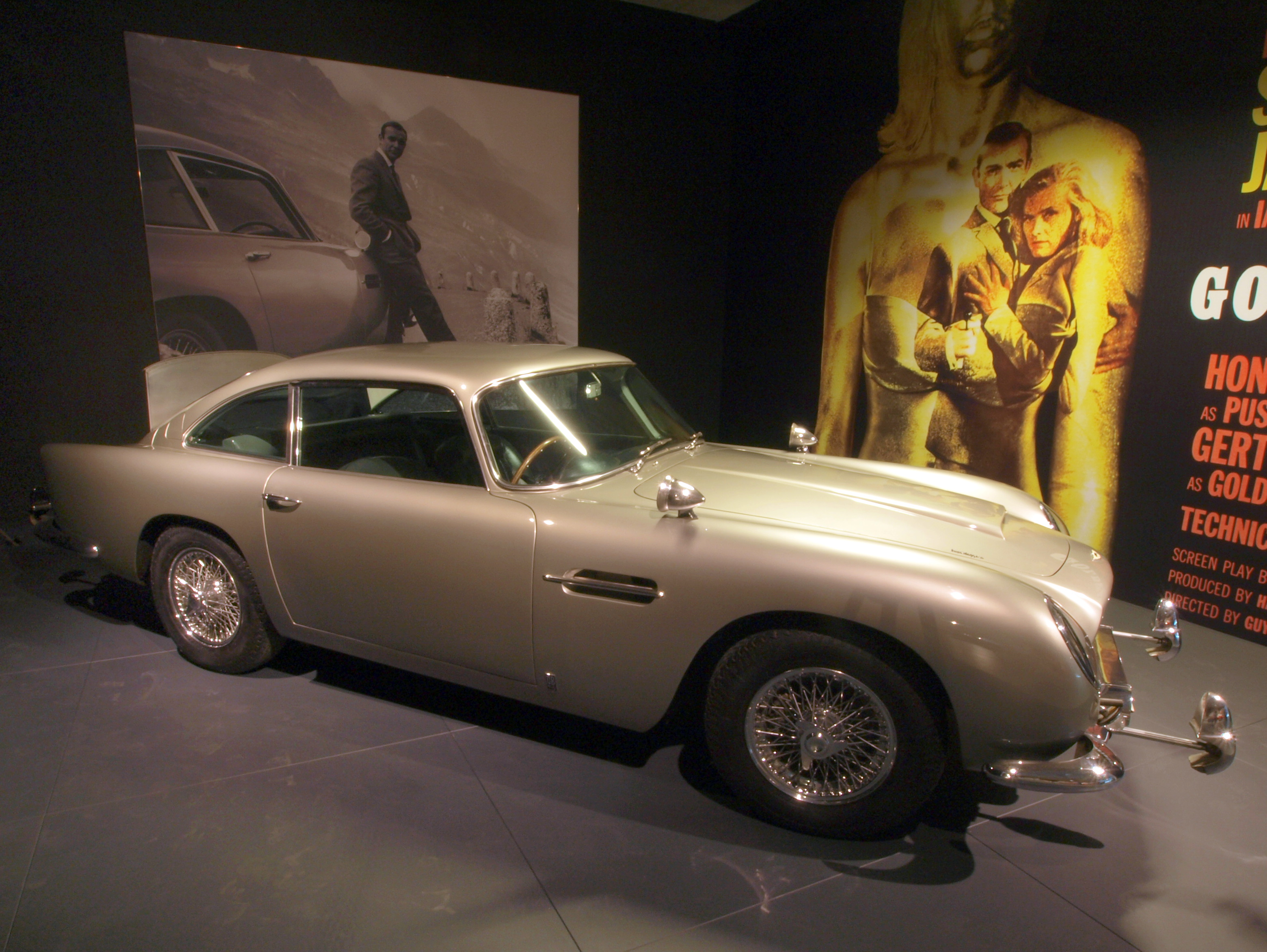
DB5 Джеймса Бонда из фильма Голдфингер

В конце 1963 года представители кинокомпании EON Productions прибыли на завод Aston Martin, где они собирались получить пару новейших автомобилей для участия в съёмках третьего фильма о Джеймсе Бонде. Две идентичные машины должны были играть разные роли. Одна требовалась для быстрой езды и погонь, поэтому это должен был быть скоростной автомобиль. Вторая модель предназначалась для крупных планов и съёмок в салоне, её должны были снабдить большим количеством специальных приспособлений. В результате переговоров, два автомобиля DB5 были переданы кинокомпании в аренду на время съёмок, после чего были возвращены обратно.
Автомобиль Джеймса Бонда был бронирован, оборудован выдвигающимися клыками бамперов спереди и сзади для тарана машин противников без ущерба для самого автомобиля, пулемётами в передних крыльях, выдвигающейся из заднего моста циркулярной фрезой для разрезания шин автомобилей противника, поднимавшимся сзади пуленепробиваемым экраном, системой разлива масла по дороге, генераторами дымовой завесы, вращающимися номерными знаками, экраном пеленгатора двух радиомаяков и катапультирующимся креслом пассажира. Кроме того, в нём был установлен, никогда не использовавшийся в фильме, телефон на двери водителя и имелся отсек для хранения оружия под сиденьем.
После успеха «Голдфингера» кинокомпания заказали ещё два автомобили DB5 для съёмок следующего фильма. В отличие от примитивно оборудованного на киностудии первого автомобиля, эта пара оснащалась спецприспособлениями на заводе Aston Martin. В результате получились более качественные и надёжные модели, которые активно участвовали в рекламной кампании. После окончания съёмок автомобили были проданы коллекционерам.
Модель DB5 снялась ещё в пяти фильмах о Бонде и стала, пожалуй, самым известным его автомобилем. В честь этого, компания, по согласованию с EON Productions, предполагает изготовить 25 воссозданных автомобилей DB5 Continuation в 2020 году. Автомобили будут сделаны с максимальной аутентичностью и оборудованы безопасной имитацией всех специальных приспособлений, как у Джеймса Бонда.